# Limonia inconsiderata
Limonia inconsiderata är en tvåvingeart som beskrevs av Alexander 1956. Limonia inconsiderata ingår i släktet Limonia och familjen småharkrankar.
Artens utbredningsområde är Uganda. Inga underarter finns listade i Catalogue of Life.